# Jacquotte Delahaye
Pour les articles homonymes, voir Delahaye (homonymie).
Jacquotte Delahaye était une supposée pirate ou une boucanière, active dans la mer des Caraïbes.

## Biographie
Peu de choses sont connues sur Jacquotte Delahaye.
Apparemment, Delahaye serait née à Saint-Domingue, l'ancienne colonie française devenue Haïti ; fille d'un père français et d'une mère haïtienne. Son père lui a dit que sa mère était morte quand elle lui a donné la vie. Son frère souffrait d'un léger retard mental et il l'a quittée après la mort de son père. Selon la légende et la tradition, elle était devenue une pirate après l'assassinat de son père.
Jacquotte Delahaye est le sujet de plusieurs légendes. Pour échapper à ses poursuivants, elle avait simulé sa propre mort et se fit passer pour un homme, elle aurait vécu comme un homme pendant plusieurs années. Après son retour, elle serait devenue connue comme « la revenue de la mort rouge » à cause de ses cheveux rouges. Lors d'une occasion, elle a dirigé quelques centaines de pirates, et s'est emparé en 1656 d'une petite ile des Caraïbes nommée ensuite « la République des Pirates » Elle avait aussi une amie , Anne Dieu-Le-Veut , mère de deux enfants , a la mort de son mari au cours d'une bataille, elle prit le commandement du navire et unit ses force à celle de Jacquette . Jacquotte serait morte dans une fusillade en protégeant cette île.
Bien qu'aucun document ne prouve qu'elle a eu des enfants, une rumeur dit qu'elle a eu une fille appelée Dinah Delahaye, qui a hérité des cheveux roux de sa mère et devenue maître épéiste qui commandait une petite flotte de pirates.[réf. nécessaire]
Les histoires de ses exploits sont attribuées à Léon Treich, un auteur de fiction français des années 1940